# Dwór w Siejniku
Zespół dworsko-parkowy w Siejniku – zabytkowy dwór z połowy XIX wieku w miejscowości Siejnik w powiecie oleckim w województwie warmińsko-mazurskim.

## Historia
Majątek założyła w 1840 roku Elise Zimmermann, będąca ówcześnie właścicielką hotelu w Margrabowej (Olecku).
25 grudnia 1853 majątek położony we wsi Siejnik otrzymał nazwę "Elżbietki", na cześć księżniczki bawarskiej i królowej Prus – Elżbiety Ludwiki Wittelsbach, żony Fryderyka Wilhelma IV Hohenzollerna, króla Prus.
Na początku lat osiemdziesiątych XIX wieku właścicielem majątku został Karol Schielke. Następnie majątek przejął za długi Bank Drezdeński. W 1887 majątek został odkupiony od banku przez Ernsta Papendiecka. Od 1935 jego właścicielką była Frieda Fähser. "Elżbietkami" zarządzał jej mąż i do 1944 roku zajmował się hodowlą zarodową bydła niemieckiej rasy czarno-białej.
Po II wojnie światowej Krajowa Izba Rolnicza utworzyła w "Elżbietkach" Zootechniczny Zakład Doświadczalny Instytutu Zootechniki w Krakowie, którego zadaniem było rozwijanie postępu rolniczego na obszarze ośmiu powiatów Białostoczcyzny w zakresie ekonomii rolnictwa, produkcji roślinnej i zwierzęcej, sadownictwa i pszczelarstwa.
Zespół dworsko-parkowy w Siejniku jest wpisany do rejestru zabytków (nr rej. A-970 z 24.09.1993).
Od 2005 majątek jest własnością prywatną i pełni funkcje hotelowo-gastronomiczne.